# Gustaaf Adolf Frederik Molengraaff
Gustaaf Adolf Frederik Molengraaff (27 février 1860 - 26 mars 1942) est un géologue, biologiste et explorateur néerlandais. Il est une autorité sur la géologie de l'Afrique du Sud et des Indes néerlandaises.

## Biographie
Gustaaf Molengraaff étudie les mathématiques et la physique à l'université de Leyde. À partir de 1882, il étudie à l'université d'Utrecht. En tant qu'étudiant, il fait son premier voyage à l'étranger lorsqu'il rejoint l'expédition de 1884-1885 aux Antilles néerlandaises dirigée par Willem Frederik Reinier Suringar et Karl Martin. Il devient docteur avec une thèse sur la géologie de Saint-Eustache. Il étudie la cristallographie à Munich, où il en profite également pour étudier la géologie des Alpes voisines.
En 1888, Molengraaff prend un poste de professeur à l'université d'Amsterdam. Avant son affectation, des cours de géologie sont dispensés par le chimiste Jacobus Henricus van 't Hoff. Au cours de son affectation à Amsterdam, Molengraaff se rend en Afrique du Sud pour étudier les gisements d'or (1891) et à Bornéo (1894) où il explore de grandes parties de l'intérieur des terres. Enseigner à Amsterdam ne lui plaît pas, car il y a trop peu de matériel et d'étudiants disponibles.
En 1897, Molengraaff devient « géologue d'État » de la République du Transvaal. Sa tâche est de commencer l'étude géologique du Transvaal. En cartographiant le Transvaal, il découvre le complexe du Bushveld. En 1900, il est impliqué dans la seconde guerre des Boers et doit retourner aux Pays-Bas. Cela lui donne le temps d'écrire un rapport sur la géologie du Transvaal, et de se rendre à Célèbes, où il étudie les gisements d'or.
En raison de sa réputation de géologue, il peut retourner en Afrique du Sud en 1901 pour travailler comme consultant en géologie. L'une de ses missions consiste à décrire le diamant Cullinan nouvellement découvert pour la Banque centrale d'Afrique du Sud. Pendant ce temps, il continue à suivre la guerre des Boers avec attention. L'une de ses idées est de donner à chaque soldat une petite carte d'identité en étain, qui est plus tard en pratique dans les armées du monde entier.
En 1906, il devient professeur à l'université de Delft et cette fois, il obtient suffisamment de ressources et d'étudiants pour réussir son travail. La même année, il devient membre de l'Académie royale néerlandaise des arts et des sciences . En 1910-1911, il dirige une expédition géologique au Timor. Ses recherches à Delft portent principalement sur le matériel recueilli lors de cette expédition et sur la géologie des Pays-Bas. En 1927, il est guide de l'expédition Shaler Memorial en Afrique du Sud, organisée par l'université Harvard. Lors de l'expédition, il rencontre Alexander du Toit, les deux géologues sont parmi les (rares à l'époque) partisans de la théorie de la dérive des continents d'Alfred Wegener.
Molengraaff est un ami proche de WF Gisolf, qui donne son nom à son plus jeune fils mais meurt dans un camp de concentration japonais.
Molengraaff prend sa retraite en 1930.